# Грабник (гміна Краснобруд)
Грабник (пол. Grabnik) — село в Польщі, у гміні Краснобруд Замойського повіту Люблінського воєводства.
Населення — 121 особа (2011).
У 1975-1998 роках село належало до Замойського воєводства.

## Демографія
Демографічна структура станом на 31 березня 2011 року:
|          | Загалом | Допрацездатний вік | Працездатний вік | Постпрацездатний вік |
| -------- | ------- | ------------------ | ---------------- | -------------------- |
| Чоловіки | 62      | 16                 | 39               | 7                    |
| Жінки    | 59      | 15                 | 27               | 17                   |
| Разом    | 121     | 31                 | 66               | 24                   |